# 박성효
박성효(朴城孝, 1955년 3월 14일 ~ )는 대한민국의 공무원, 정치인이다. 민선 4기 대전광역시장과 제19대 국회의원을 지냈다.

## 학력
- 1967년 대전삼성국민학교 졸업
- 1970년 대전중학교 졸업
- 1973년 대전고등학교 졸업
- 1977년 성균관대학교 행정학 학사
- 1978년 공군방공포병학교 졸업
- 2000년 대전대학교 사회복지대학원 사회복지학 석사
- 2005년 대전대학교 대학원 행정학 박사

### 명예 박사 학위
- 2007년 충남대학교 명예행정학 박사

## 경력
- 1979년: 제23회 행정고등고시 합격
- 1994년 1월 ~ 1995년 6월: 제6대 대전 서구청장
- 1996년: 대전광역시청 경제국장
- 2000년 ~ 2004년: 대전광역시청 기획관리실장
- 2005년 ~ 2006년 3월: 대전광역시 정무부시장
- 2006년 7월 ~ 2010년 6월: 제9대 대전광역시장
- 2008년: 전국시도지사협의회 부회장
- 대전 시티즌 프로축구단 구단주
- 2010년 12월: 한나라당 최고위원(임명직)
- 새누리당 대전광역시당 위원장
- 2011년 3월: 한남대학교 경영산업대학원 예우교수
- 2012년 5월 ~ 2014년 5월: 제19대 국회의원(대전 대덕구/새누리당)
- 2013년 3월: 제19대 국회 안전행정위원회 위원
- 2018년 1월 ~ 2018년 9월: 자유한국당 대전시당 유성구갑 당협위원장
- 2018년 3월 ~ 2018년 6월: 자유한국당 대전광역시 후보
- 2018년 12월: 자유한국당 대전시당 유성구(갑) 당협위원장
- 2020년 3월 ~ 2020년 4월: 미래통합당 대전시당 통합으로 하나된 대전 위기 극복 선거대책위원회 상임고문
- 2021년 12월 ~ 2022년 1월: 국민의힘 제20대 대통령선거 대전을 살리는 선거대책위원회 선거대책위원장단 공동선거대책위원장
- 2022년 7월 ~ : 소상공인시장진흥공단 이사장

## 같이 보기
- 대덕구 (선거구)
- 대전 대덕구의 국회의원
- 대전광역시 부시장
- 대전 서구청장
- 대전광역시장

## 역대 선거 결과
|  | 43.83% |

|  | 28.50% |

|  | 50.19% |

|  | 46.76% |

|  | 32.16% |